# Differenziale esatto
Nel calcolo infinitesimale, un differenziale esatto o differenziale totale è una forma differenziale esatta:
{\displaystyle \operatorname {d} Q=A_{1}(x_{1},x_{2},\dots )\operatorname {d} x_{1}+A_{2}(x_{1},x_{2},\dots )\operatorname {d} x_{2}+\dots }
cioè tale per cui esiste una funzione {\displaystyle Q(x_{1},x_{2},\dots )}, detta potenziale, che soddisfa:
{\displaystyle A_{1}={\frac {\partial Q}{\partial x_{1}}}\qquad A_{2}={\frac {\partial Q}{\partial x_{2}}}\qquad \dots }
Un differenziale è esatto se e solo se è integrabile, cioè se la grandezza {\displaystyle Q} è esprimibile come funzione di classe {\displaystyle C^{2}}, la cui immagine è un sottoinsieme dei numeri reali. L'implicazione diretta dipende dal fatto che la seconda classe di continuità ammette sempre un solo differenziale {\displaystyle \operatorname {d} Q}. Per generalizzare la nozione di differenziale come infinitesimo a quantità {\displaystyle Q} definite arbitrariamente risulta utile avere un criterio per determinare se {\displaystyle Q} sia esprimibile come funzione delle sue variabili, o se invece non lo sia, anche perché in quest'ultimo caso risulta non conservata su un integrale chiuso nelle sue variabili.

## Definizione
Nel seguito si considera il caso tridimensionale, anche se la trattazione vale in uno spazio di dimensione arbitraria.
Una forma differenziale {\displaystyle A(x,y,z)\operatorname {d} x+B(x,y,z)\operatorname {d} y+C(x,y,z)\operatorname {d} z} è detta forma differenziale esatta su un dominio {\displaystyle D\subset \mathbb {R} ^{3}} se esiste una qualche funzione scalare {\displaystyle Q=Q(x,y,z)} definita su {\displaystyle D} tale che:
{\displaystyle \operatorname {d} Q\equiv \left({\frac {\partial Q}{\partial x}}\right)_{y,z}\operatorname {d} x+\left({\frac {\partial Q}{\partial y}}\right)_{z,x}\operatorname {d} y+\left({\frac {\partial Q}{\partial z}}\right)_{x,y}\operatorname {d} z=A\operatorname {d} x+B\operatorname {d} y+C\operatorname {d} z}
su tutto {\displaystyle D}. Questo è equivalente a dire che il campo vettoriale {\displaystyle (A,B,C)} è un campo vettoriale conservativo, corrispondente al gradiente di un campo scalare (chiamato potenziale) {\displaystyle Q}.
In una dimensione, una forma differenziale {\displaystyle A(x)\operatorname {d} x} è esatta se {\displaystyle A} ha una primitiva. Altrimenti, se {\displaystyle A} non possiede primitiva non si può scrivere {\displaystyle \operatorname {d} Q=A(x)\operatorname {d} x} e la forma non è esatta.
In due dimensioni, per il teorema di Schwarz ogni funzione {\displaystyle Q} sufficientemente regolare ha la proprietà:
{\displaystyle {\frac {\partial ^{2}Q}{\partial x\partial y}}={\frac {\partial ^{2}Q}{\partial y\partial x}}}
da cui segue che in una regione semplicemente connessa {\displaystyle R} del piano x-y, un differenziale
{\displaystyle \operatorname {d} Q=A(x,y)\,\operatorname {d} x+B(x,y)\,\operatorname {d} y}
è un differenziale esatto se e solo se vale la relazione
{\displaystyle \left({\frac {\partial A}{\partial y}}\right)_{x}=\left({\frac {\partial B}{\partial x}}\right)_{y}}
In tre dimensioni, un differenziale
{\displaystyle \operatorname {d} Q=A(x,y,z)\,\operatorname {d} x+B(x,y,z)\,\operatorname {d} y+C(x,y,z)\,\operatorname {d} z}
è un differenziale esatto in una regione semplicemente connessa {\displaystyle R} dello spazio x-y-z se tra le funzioni {\displaystyle A}, {\displaystyle B} e {\displaystyle C} sussiste la relazione
{\displaystyle \left({\frac {\partial A}{\partial y}}\right)_{x,z}\!\!\!=\left({\frac {\partial B}{\partial x}}\right)_{y,z}\qquad \left({\frac {\partial A}{\partial z}}\right)_{x,y}\!\!\!=\left({\frac {\partial C}{\partial x}}\right)_{y,z}\qquad \left({\frac {\partial B}{\partial z}}\right)_{x,y}\!\!\!=\left({\frac {\partial C}{\partial y}}\right)_{x,z}}
dove fuori dalle parentesi in basso sono indicate le variabili considerate costanti durante la differenziazione.
Riassumendo, quando un differenziale è esatto esiste {\displaystyle Q} e:
{\displaystyle \int _{i}^{f}\operatorname {d} Q=Q(f)-Q(i)}
indipendentemente dal cammino di integrazione seguito.

## Criterio di Schwarz
Se la funzione {\displaystyle Q(\mathbf {x} )} di n variabili, con {\displaystyle \mathbf {x} \in \mathbb {R} ^{n}}, ammette un differenziale, esso corrisponde al prodotto scalare tra il gradiente {\displaystyle \nabla Q} di {\displaystyle Q} e {\displaystyle \operatorname {d} \mathbf {x} }:
{\displaystyle \operatorname {d} Q=\nabla Q\cdot \operatorname {d} \mathbf {x} =\sum _{i}{\frac {\partial Q}{\partial x_{i}}}\operatorname {d} x_{i}}
dove nell'ultima uguaglianza si è esplicitato il prodotto scalare. L'integrazione:
{\displaystyle Q(\mathbf {x} )=\sum _{i}\int {\frac {\partial Q}{\partial x_{i}}}\operatorname {d} x_{i}}
è permessa se e solo se tutte le funzioni integrande dipendono da altre variabili con lo stesso andamento:
{\displaystyle {\frac {\partial }{\partial x_{i}}}{\frac {\partial Q}{\partial x_{j}}}={\frac {\partial }{\partial x_{j}}}{\frac {\partial Q}{\partial x_{i}}}\quad \forall i,j\in (1,...,n)}
e cioè se {\displaystyle Q[\mathbf {x} ]} verifica il teorema di Schwarz, affermazione valida per le funzioni {\displaystyle Q(\mathbf {x} )} della seconda classe di continuità. Poiché il differenziale di {\displaystyle Q[\mathbf {x} ]} viene solitamente costruito come dipendenza implicita dai differenziali delle variabili, e cioè nella forma:
{\displaystyle Q(\mathbf {x} )=\sum _{i}\int A_{i}\operatorname {d} x_{i}}
il criterio si traduce nel testare se:
{\displaystyle {\frac {\partial A_{i}}{\partial x_{j}}}={\frac {\partial A_{j}}{\partial x_{i}}}\quad \forall i,j\in (1,...,n)}
e nel qual caso {\displaystyle Q[\mathbf {x} ]} ha differenziale esatto, che si può esprimere come {\displaystyle \operatorname {d} Q}. Per una funzione di una variabile ovviamente questo si riduce a verificare che {\displaystyle Q[x]} appartenga alla prima classe di continuità, e cioè che {\displaystyle A(x)} sia funzione continua in {\displaystyle x}.

## Relazioni tra le derivate parziali
Se tre variabili {\displaystyle x}, {\displaystyle y} e {\displaystyle z} sono legate dalla relazione {\displaystyle F(x,y,z)={\text{costante}}} per qualche funzione differenziabile {\displaystyle F(x,y,z)}, allora i seguenti differenziali esatti esistono:
{\displaystyle dx={\left({\frac {\partial x}{\partial y}}\right)}_{z}\,dy+{\left({\frac {\partial x}{\partial z}}\right)}_{y}\,dz}
{\displaystyle dz={\left({\frac {\partial z}{\partial x}}\right)}_{y}\,dx+{\left({\frac {\partial z}{\partial y}}\right)}_{x}\,dy}
Inserendo la prima equazione nella seconda si ottiene:
{\displaystyle dz={\left({\frac {\partial z}{\partial x}}\right)}_{y}\left[{\left({\frac {\partial x}{\partial y}}\right)}_{z}dy+{\left({\frac {\partial x}{\partial z}}\right)}_{y}dz\right]+{\left({\frac {\partial z}{\partial y}}\right)}_{x}dy}
{\displaystyle dz=\left[{\left({\frac {\partial z}{\partial x}}\right)}_{y}{\left({\frac {\partial x}{\partial y}}\right)}_{z}+{\left({\frac {\partial z}{\partial y}}\right)}_{x}\right]dy+{\left({\frac {\partial z}{\partial x}}\right)}_{y}{\left({\frac {\partial x}{\partial z}}\right)}_{y}dz}
{\displaystyle \left[1-{\left({\frac {\partial z}{\partial x}}\right)}_{y}{\left({\frac {\partial x}{\partial z}}\right)}_{y}\right]dz=\left[{\left({\frac {\partial z}{\partial x}}\right)}_{y}{\left({\frac {\partial x}{\partial y}}\right)}_{z}+{\left({\frac {\partial z}{\partial y}}\right)}_{x}\right]dy}
Dal momento che {\displaystyle y} e {\displaystyle z} sono variabili indipendenti, {\displaystyle dy} e {\displaystyle dz} possono essere scelti arbitrariamente. Affinché l'ultima relazione valga in generale è necessario che i termini tra parentesi quadra siano nulli.
Ponendo nullo il primo termine tra parentesi quadra si ha:
{\displaystyle {\left({\frac {\partial z}{\partial x}}\right)}_{y}{\left({\frac {\partial x}{\partial z}}\right)}_{y}=1}
che con semplici passaggi conduce alla relazione di reciprocità:
{\displaystyle {\left({\frac {\partial z}{\partial x}}\right)}_{y}={\frac {1}{{\left({\frac {\partial x}{\partial z}}\right)}_{y}}}}
Ponendo nullo il secondo termine tra parentesi quadra si ha:
{\displaystyle {\left({\frac {\partial z}{\partial x}}\right)}_{y}{\left({\frac {\partial x}{\partial y}}\right)}_{z}=-{\left({\frac {\partial z}{\partial y}}\right)}_{x}}
e utilizzando una delle relazioni di reciprocità per {\displaystyle \partial z/\partial y} si ottiene la relazione ciclica, anche conosciuta come "regola del triplo prodotto":
{\displaystyle {\left({\frac {\partial x}{\partial y}}\right)}_{z}{\left({\frac {\partial y}{\partial z}}\right)}_{x}{\left({\frac {\partial z}{\partial x}}\right)}_{y}=-1}
Se, invece, si utilizza una relazione di reciprocità per {\displaystyle \partial x/\partial y} si ottiene una formula standard per la differenziazione implicita:
{\displaystyle {\left({\frac {\partial y}{\partial x}}\right)}_{z}=-{\frac {{\left({\frac {\partial z}{\partial x}}\right)}_{y}}{{\left({\frac {\partial z}{\partial y}}\right)}_{x}}}}

## Applicazione in termodinamica
Si consideri la quantità di calore {\displaystyle \delta Q} scambiata in una trasformazione infinitesima:
{\displaystyle \operatorname {\delta } Q[T,V]=\operatorname {d} U+\operatorname {\delta } W=C_{v}\,\operatorname {d} T+p\,\operatorname {d} V}
dove compaiono nell'ordine la capacità termica a volume costante, la variazione di temperatura, la pressione e la variazione di volume. L'equazione traduce il primo principio della termodinamica per gas perfetti; è facile vedere che in generale:
{\displaystyle {\frac {\partial C_{v}}{\partial V}}=0\neq {\frac {\partial p}{\partial T}}}
perciò {\displaystyle Q} non ha differenziale esatto, quindi il calore non è una funzione di stato del sistema. 
Considerando invece l'aumento infinitesimo di entropia {\displaystyle \operatorname {\delta } \!S} si ha:
{\displaystyle \operatorname {\delta } \!S={\frac {\operatorname {\delta } Q}{T}}={\frac {C_{v}}{T}}\,\operatorname {d} T+{\frac {p}{T}}\,\operatorname {d} V}
e poiché per i gas ideali vale {\displaystyle pV=RT} si ottiene:
{\displaystyle \operatorname {d} S={\frac {C_{v}}{T}}\,\operatorname {d} T+{\frac {R}{V}}\,\operatorname {d} V}
Questa volta si ha:
{\displaystyle {\frac {\partial }{\partial V}}{\frac {C_{v}}{T}}=0={\frac {\partial }{\partial T}}{\frac {R}{V}}}
quindi {\displaystyle \operatorname {d} S} è un differenziale esatto per i gas ideali. L'entropia è perciò una funzione di stato:
{\displaystyle S=\int \operatorname {d} S=\int {\frac {C_{v}}{T}}\,\operatorname {d} T+\int {\frac {p}{T}}\,\operatorname {d} V=C_{v}\,\ln T+R\ln V+{\rm {cost}}}